# Australian Aboriginal Progressive Association

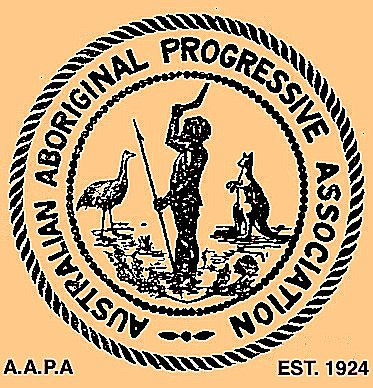
Logo van de AAPA

De Australian Aboriginal Progressive Association (AAPA) was de eerste politieke Aboriginalorganisatie in Australië.
De AAPA werd in 1924 opgericht door Charles Frederick Maynard. De eerste openbare bijeenkomst van de organisatie vond in april 1925 plaats in de St. David's Hall in Sydney. Ruim 200 Aboriginals uit heel New South Wales waren aanwezig. Een tweede bijeenkomst in Kempsey werd zelfs door 500 mensen bijgewoond. Hierna vonden er nog twee bijeenkomsten plaats, in Grafton en Lismore. Op haar hoogtepunt had de organisatie ruim 500 actieve leden. Na 1927 hield de AAPA plotseling op te bestaan.

## Redenen van oprichting
De AAPA ontstond naar aanleiding van twee concrete kwesties:
1. De inbeslagname van reservaatland
2. Het weghalen van Aboriginalkinderen bij hun families

Aan het eind van de negentiende eeuw waren er in New South Wales ruim honderd Aboriginalreservaten die grotendeels zelfvoorzienend waren. Veel reservaten waren gevestigd op vruchtbaar en aantrekkelijk land. Dit werd onder druk van de voortschrijdende kolonisatie door de staten teruggevorderd en aan Europese Australiërs toegekend. Ook werden sommige reservaten opgedoekt ten behoeve van het zogenoemde Soldier Resettlement Scheme, een programma voor de verdeling van land aan soldaten die in de Eerste Wereldoorlog hadden gevochten. In New South Wales was de hoeveelheid reservaatland in 1927 reeds gehalveerd tot 5.200 hectare.
De tweede kwestie die de AAPA een doorn in het oog was, betrof het weghalen van Aboriginalkinderen door de Protection Board. De praktijken vonden plaats in het kader van een nieuw assimilatiebeleid dat de Australische regering vanaf de jaren twintig toepaste om de Aboriginals op te laten gaan in de blanke samenleving.
Protection Boards waren overheidsinstanties die verantwoordelijk waren voor de uitvoering van het assimilatiebeleid. Ze konden vergaande beslissingen nemen over het leven van Aboriginals en vooral van hun kinderen. Met talloze brieven en petities aan de overheid eiste de AAPA de afschaffing van de Protection Board van New South Wales.
De Protection Board verzette zich hevig tegen de AAPA en deed er alles aan om de organisatie te ondermijnen. Zij schakelde veelvuldig de politie in om de leden van de organisatie onder druk te zetten en lastig te vallen.

## Internationale invloed
Als werfarbeider in de haven van Sydney leerde Fred Maynard zwarte zeelieden uit de hele wereld kennen. Via hen kwam hij in contact met internationale zwarte organisaties die een enorme invloed op zijn denken en handelen uitoefenden en hem belangrijke inzichten verschaften.
Een van die organisaties, de Universal Negroe Improvement Association (UNIA) onder leiding van de Jamaicaan Marcus Garvey, deed Maynard beseffen dat de Aboriginals hun positie binnen de Australische samenleving alleen met vereende kracht zouden kunnen verbeteren. Dit was dan ook Maynards belangrijkste boodschap op de eerste conferentie in Sydney.
“We want to work out our own destiny. Our people have not had the courage to stand together in the past, but now we are united, and are determined to work for the preservation for all of those interests which are near and dear to us.”
De Aboriginals hadden wel al eerder petities ingediend of geprotesteerd tegen maatregelen van de overheid, maar dit verzet was altijd lokaal geweest. De AAPA probeerde voor het eerst de krachten te bundelen door Aboriginals uit heel New South Wales bijeen te brengen.
De AAPA had hetzelfde motto als de UNIA: „One God, One Aim, One Destiny“.

## Blanke steun
De AAPA is geheel op initiatief van de Aboriginals ontstaan, maar kreeg wel belangrijke steun van twee blanke Australiërs.
Elizabeth McKenzie-Hatton richtte samen met de AAPA een opvanghuis voor meisjes op die door de Protection Board van hun familie waren geïsoleerd. Ook bezocht zij reservaten om contacten te leggen met Aboriginals en zo het AAPA-netwerk uit te breiden.
John J. Maloney was een redacteur bij de krant Voice of the North en publiceerde als enige talloze persberichten en artikelen van en over de AAPA.

## Het einde van de organisatie
Na 1927 verdween de AAPA plotseling van het toneel. De kleinzoon van Fred Maynard noemt drie redenen die samen mogelijk tot het einde van de organisatie hebben geleid.
- De Grote Depressie in de jaren dertig van de twintigste eeuw. De gevolgen hiervan waren ook in Australië voelbaar en hadden vrijwel zeker invloed op de financiële middelen van de AAPA.
- De ondermijnende activiteiten van de Protection Board. Zij probeerde met name Fred Maynard op diverse manieren te compromitteren.
- Interne strubbelingen. Er zijn aanwijzingen dat de positie van Fred Maynard werd ondermijnd door mensen uit de eigen gelederen.